# Enrico Morselli
Enrico Morselli est un psychiatre et anthropologue italien.

## Biographie

### Enfance et adolescence
En 1855, ayant perdu son père, il s'installe avec sa mère, attendant la seconde fille Giuseppina, près de Correggio, se plaçant sous la protection d'un puissant grand-oncle. À la demande de ceux-ci, Morselli fréquente d'abord un collège religieux bien connu de la municipalité émilienne, puis un lycée privé à Modène.

### Carrière universitaire
Il étudie à la faculté de médecine et de chirurgie de l'université de Modène, où il suit les cours de Giovanni Canestrini, zoologiste, et de Paolo Gaddi, anatomiste, qui l'initieront à l'anthropologie et à la craniologie. Il met notamment à sa disposition les trouvailles du Musée universitaire d'anatomie qu'il fonde. Enfin, en juillet 1874, il obtient son diplôme avec une thèse, publiée plus tard par Loescher, intitulée Transfusion sanguine, dans laquelle il tente de nier l'efficacité de cette pratique dans le domaine psychiatrique.

### Premières expériences professionnelles
À l'invitation de Carlo Livi, professeur d'hygiène et de médecine légale et directeur de l'Institut psychiatrique de Reggio d'Émilie, le jeune homme prend la décision de se consacrer à la Psychiatrie, et le 15 août 1874 il est embauché comme médecin psychiatre. De plus, toujours sous la suggestion de Livi, il suit un cours de spécialisation en Anthropologie à l'Institut d'Études Supérieures de Florence tenu par Paolo Mantegazza, fondateur de la Société Italienne d'Anthropologie et d'Ethnologie.
Le débat culturel est mené par des philosophes comme Felice Tocco et des scientifiques comme Moritz Schiff ; si bien que dans un milieu aussi vivant, Morselli se trouve contraint de revoir ses approches de la craniologie, ainsi que la méthode anthropologique. De ces influences naîtra alors La revue de philosophie scientifique, qui devient l'organe du positivisme italien pendant toute une décennie, rassemblant autour d'elle la majorité des hommes de culture et des penseurs positivistes.
L'expérience hospitalière de Saint-Lazare représente un tournant dans la vie de Morselli, qui peut intégrer l'approche psychiatrique moderne de Livi, ainsi que la considération de la valeur inhérente à la combinaison de la spéculation et de l'empirisme dans les sciences médicales. À cette époque, il rencontre également Augusto Tamburini, avec qui il partage la nécessité d'un renouvellement du panorama de la psychiatrie en Italie. Avec ceux-ci, il propose à Livi de fonder le journal expérimental de médecine psychiatrique et de médecine légale (Rivista sperimentale di freniatria e medicina legale),.
Parallèlement, à partir de 1875, Morselli travaille, comme assistant de Carlo Ghinozzi, à l'Arcispedale di Santa Maria Nuova de Florence, s'occupant notamment de neuropathologie comme en témoignent ses interventions constantes dans Lo sperimentale, revue médicale fondée par Maurizio Bufalini - dans laquelle est privilégiée une approche clinique du patient compris dans sa globalité en tant qu'homme et non en relation avec sa pathologie.

### Maturité

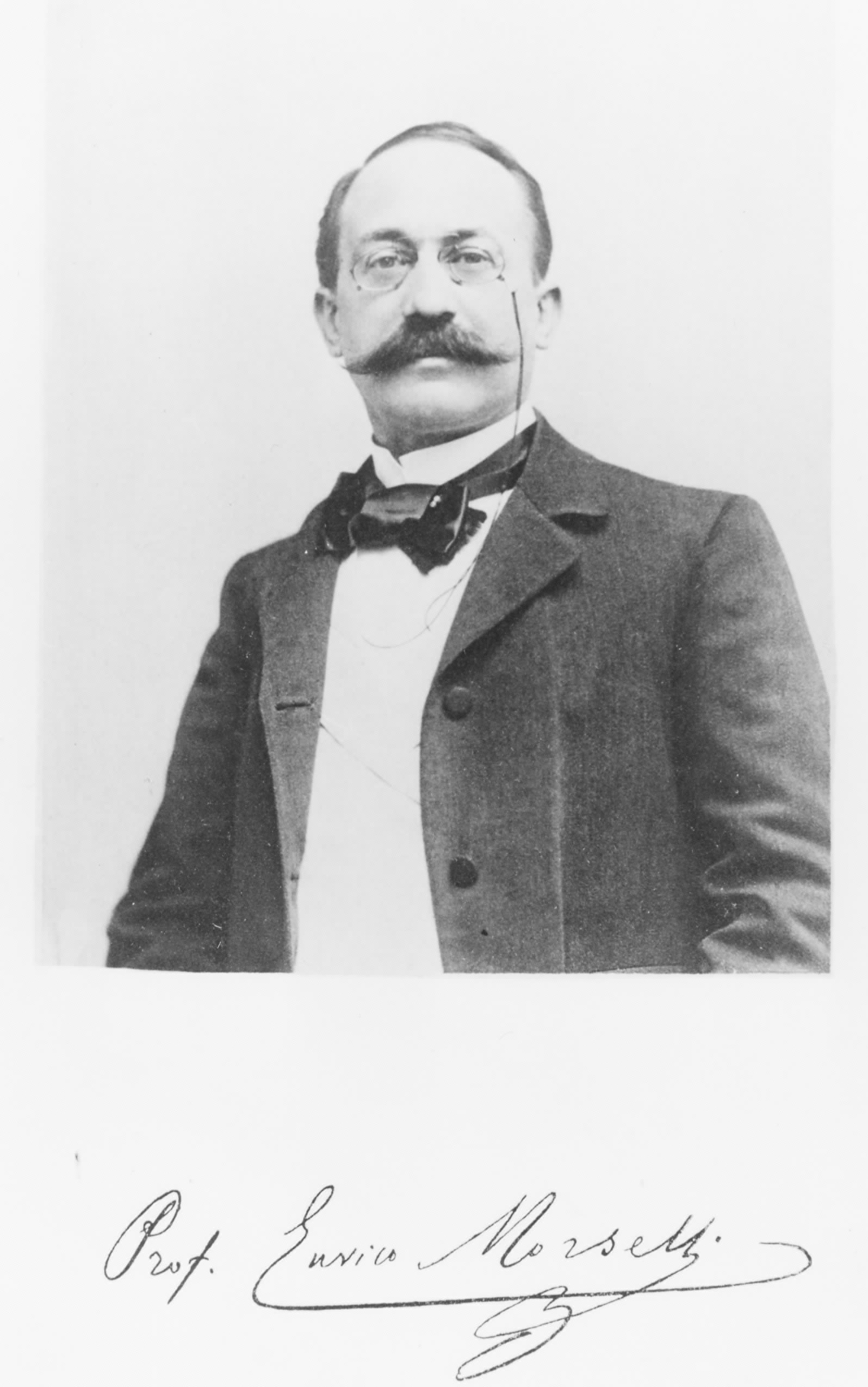
Henri Morselli

En février 1877, à l'âge de 25 ans, il épouse Maria Pia Regália, sœur du célèbre paléontologue positiviste, il s'installe à Macerata où il est embauché comme directeur médical administratif de l'asile S. Croce : suivant les enseignements de Carlo Livi, il vise à définir une orientation thérapeutique et non privative de liberté de l'Institut. Conformément à sa vision, Morselli est le premier en Italie à permettre à des groupes de patients de sortir de l'hôpital, et de fréquenter des lieux publics.
Il remporte le concours organisé par le Regio Istituto Lombardo avec l'essai Le suicide. Essai sur la statistique morale comparée - 1879 -, ouvrage qui est publié en anglais en 1887, et obtint ainsi le premier poste d'enseignant à la clinique psychiatrique de Pavie.
L'ouvrage connait immédiatement un succès notable, à tel point qu'il attire l'attention d'Émile Durkheim, qui utilise largement les analyses statistiques de Morselli comme base empirique pour rédiger l'un de ses livres les plus significatifs : Le Suicide. Étude de sociologie, publiée en 1897.
Puis il commence à enseigner la discipline à Turin où il dirige également l'Asile Royal de la ville. À partir de 1887, il donne donc des cours d'Anthropologie dont il publie son livre Anthropologie générale. L'homme selon la théorie de l'évolution (1911).
A Turin, il rencontre à la fois Cesare Lombroso, avec qui il a eu l'occasion de faire un voyage d'été à Lunigiana, Lucca et Garfagnana pour des raisons d'étude anthropométrique, et Eugenio Tanzi, avec qui il mène un travail de recherche qui conduit à la publication de Magnétisme, fascination et états hypnotiques. Dans ce texte, et dans des articles ultérieurs publiés dans diverses revues, il défend l'interprétation psychologique portée par l'école de Nancy qui, contrairement à la lecture neurologique de Charcot, voit l'hypnotisme étroitement lié à la suggestion : une faculté présente en plus ou moins grande quantité chez l'individu, sain ou malade. Morselli et son groupe de recherche sont parmi les premiers en Italie à soutenir la lecture psychologique de l'hypnotisme dans une psychiatrie fortement organiciste. Au VIe congrès de la Société italienne de psychiatrie (Novara, 8-14 septembre 1889) Tamburini, d'abord charcotien, propose une "théorie conciliatrice" qui propose une synthèse entre l'école de Nancy et l'école de la Salpêtrière, soutenant de facto une interprétation psychologique étroitement liée à la suggestion. Ce travail finit par représenter la rupture totale avec ce milieu universitaire turinois dans lequel Morselli est déjà identifié comme une personnalité « inconfortable ». Précisément pour cette raison, en 1888, à l'âge de 37 ans, il démissionne et demande à être transféré à l'Université de Gênes.

### Période génoise
En 1890, Morsell est appelé à occuper la chaire vacante de la clinique psychiatrique de l'université ligurienne, qui reste vacante à la mort de Dario Maragliano en 1889. Il amène Tanzi avec lui mais rassemble aussi un large noyau d'étudiants, parmi lesquels  Giuseppe Portigliotti, Giuseppe Vidoni, Moisey Kobylinsky. Au fil des ans, il se voit confier l'enseignement d'un nombre varié de disciplines : de la psychologie médico-légale et expérimentale, à la neuropathologie et l'électrothérapie, sans oublier l'anthropologie pour l'école préparatoire des voyageurs, créée par la Faculté des sciences. En 1894, il accepte la direction du service de neurologie de la polyclinique, où quelques années plus tôt il a déjà fondé une section ambulatoire pour pathologies psychiatriques, où sont proposés à la fois des consultations gratuites en faveur des indigents et des services payants. Quelques années plus tard, il inaugure la Villa Maria Pia à Albaro qui promet des traitements ultra-modernes pour les psychopathes, les neuropathes et les morpho-cocaïnomanes ; le tout après avoir dirigé l'établissement thermal de S. Maurizio Canavese en 1887, destiné en particulier aux femmes souffrant d'hystérie et sans oublier la direction de l'Institut Paedagogium pour enfants attardés à Nervi. C'est précisément sur ces expériences nombreuses et variées que se fonde l'expertise qui conduit Morselli à la définition des deux tomes réussis du Manuel de Sémiotique des maladies mentales dans lesquels il tente pour la première fois de combiner empirisme et classification rigoureuse, et dans la deuxième édition dont il consacre une attention particulière à l'examen psychologique de la folie.
Au cours de ces années, il commence à s'intéresser aux phénomènes médiumniques, abordant d'abord les thèmes avec un grand scepticisme; puis, ayant adopté les directives de la Société de Recherche Psychique, il en vient en 1908 à la rédaction d'un journal détaillé intitulé Psychologie et Spiritisme, après avoir participé en observateur attentif aux séances d'Eusapia Palladino, l'un des médiums les plus connus de ce temps.
En 1914, il fonde les Quaderni di Psichiatria, confiées à la rédaction de son fils, également psychiatre, né en 1879, qui deviennent, en temps de guerre, un lieu d'échanges d'opinions relatives aux problèmes nouveaux que pose le conflit et auxquels les aliénistes sont confrontés. Appelé à participer à la guerre, il préside l'Union des médecins italiens pour la Résistance nationale et, à la fin de celle-ci, commence à manifester ses nouveaux intérêts pour la prophylaxie sociale et eugéniste en participant au premier congrès international de Londres en 1912.
Dans les dernières années de sa vie, il se consacre notamment à la diffusion, accompagnée de ses réserves personnelles, des nouvelles instances psychanalytiques d'une matrice freudienne déjà répandue en Europe, mais encore totalement inconnue en Italie. Il publie donc deux volumes sous le titre Psychanalyse, qu'il envoie à Freud lui-même, accompagnés d'un pamphlet sur le sionisme, démontrant le nouvel intérêt que la personnalité déjà multiforme de Morselli commence à cultiver. Intérêt qui aurait conduit le médecin bolognais à analyser les nouveaux panoramas qu'offre la science freudienne : ceux relatifs à la libido et à la sexualité. De ces études tardives, il ne reste cependant que quelques écrits, rassemblés dans une édition posthume, publiée par son fils, et portant le titre La sexualité humaine selon la psychologie, la biologie et la sociologie, (Turin, 1931).
On doit à cet auteur la première description scientifique, en 1891, du tableau psychopathologique de certaines phobies et de leurs noms, dont :
- Taphophobie (ou taféphobie), la peur irrationnelle d'être enterré vivant ;
- Dysmorphophobie, la peur liée à une vision déformée de son apparence[12].

## Travaux
- Conferenza sui rapporti fra il cervello e il pensiero, (Conférence sur la relation entre le cerveau et la pensée), L'Eco delle Universita, 1870
- Razze umane e la lotta per l'esistenza (Les races humaines et la lutte pour l'existence), L'étudiant, 1871
- La trasfusione del sangue (La transfusion du sang), Loescher, Rome - Turin - Florence, 1876 ; 2e éd., 1885
- Sul lavoro agricolo e industriale nei manicomi (Sur le travail agricole et industriel dans les asiles), San Severino Marche, 1877
- Le scuole per gli infermieri nel manicomio (Les écoles d'infirmières de l'asile), Macerata, 1878
- Il suicidio. Saggio di statistica morale comparata, (Suicide. Essai sur la statistique morale comparée), Dumolard, Milan, 1879, TO00315491
- Critica e riforma del metodo in antropologia (Critique et réforme de la méthode en anthropologie), Rome, 1880
- Manuale di semeiotica delle malattie mentali (Manuel de sémiotique des maladies mentales), Milan, 1885
- Il magnetismo animale. La fascinazione e gli stati ipnotic (Magnétisme animal. Fascination et états hypnotiques), Roux et Favale, Turin, 1886, SBL0472026
- La dismorfofobia e la tafefobia nei loro rapporti con le forme consimili di pazzia del dubbio (paranoia rudimentaria) (Dysmorphophobie et taféphobie dans leur relation avec des formes similaires de folie du doute (paranoïa rudimentaire)), Tipografia della reform medica, Naples, 1891
- Biografia di un bandito: Giuseppe Musolino (Biographie d'un bandit : Giuseppe Musolino), Fratelli Treves, Milan, 1903.
- Psicologia e spiritismo (Psychologie et spiritisme), Fratelli Bocca Editori, Milan, 1908
- Antropologia generale. L'uomo secondo la teoria dell'evoluzione, (Anthropologie générale. L'homme selon la théorie de l'évolution), Unione tipografico-editrice torinese, Turin, 1911 - un chapitre du volume a été publié séparément sous le titre Humanity of the future, Brindisi, 2009 (disponible en ligne)
- L'uccisione pietosa (Eutanasia) in rapporto alla medicina, alla morale e all'eugenica, (Meurtre compassionnel (euthanasie) en relation avec la médecine, la morale et l'eugénisme), Turin : Fratelli Bocca Editori, Turin, 1923. https://it.wikisource.org/wiki/L'uccisione_pietosa
- La Psicanalisi (La Psychanalyse), Fratelli Bocca Editori, Turin, 1926 (disponible en ligne : tome 1 et tome 2 )